# Ellie Pashley
Ellie Pashley, född 10 december 1988, är en friidrottare från Australien. Hon deltog vid olympiska sommarspelen 2020.